# Bundespräsidium

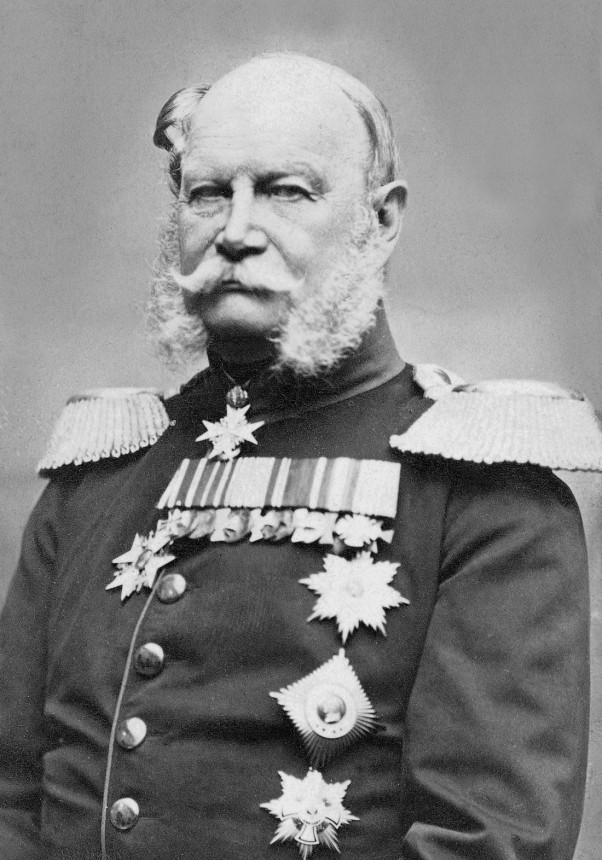
Guillermo I, rey de Prusia desde 1861, fue el único titular del Bundespräsidium durante la Confederación Alemana del Norte.

Präsidium des Bundes o Bundespräsidium (en alemán: [ˈbʊndəs.pʁɛˌziːdi̯ʊm], Presidencia Federal) fue un título bajo la Confederación Alemana (1815-1848, 1851-1866) por el cual el delegado austríaco ocupaba la presidencia de la Asamblea Federal. En Austria, se llamó así al poder presidencial (en alemán: Präsidialmacht). Esto no le daba a Austria un poder extra: su delegado simplemente dirigía los procedimientos de la Asamblea Federal.
Más tarde, durante la Confederación Alemana del Norte (1867-71), se utilizó el mismo título para un cargo que funcionaba como jefe de Estado. Según la constitución, el titular de esta presidencia siempre fue el rey de Prusia, que también ostentaba el título de Bundesfeldherr (comandante en jefe federal). 
Los cambios constitucionales de 1870-1871 cambiaron el nombre de la Confederación al del Imperio alemán. El título y las funciones del Bundespräsidium se mantuvieron, pero se combinaron con el título del Emperador alemán.